# 크렘 브륄레
크렘 브륄레(프랑스어: crème brûlée)는 커스터드에 얇은 캐러멜 층을 덮어 만든 프랑스의 후식이다. 실온의 온도로 내는 것이 보통이다. 커스터드 부분은 전통적으로 바닐라로 맛을 내지만 최근에는 여러 가지 맛이 있어 종류가 다양하다.

## 역사
크렘 브륄레라는 이름이 문헌상에 처음으로 언급된 것은 1691년 프랑수아 마시아로의 요리책 <궁중과 부르주아의 요리사> (Cuisinier royal et bourgeois)에서였다. 1702년 이 책의 영어 번역본에서는 'burnt cream'이라는 표현이 쓰였다. 특이하게도 마시아로는 1740년에 같은 책의 증쇄판을 내면서 '크렘 아 랑글루아즈' (crême à l'Angloise), 일명 영국 크림으로 이름을 바꾸어 부르고 있다. 마시아로가 처음 소개한 이후 크렘 브륄레는 프랑스 요리업계에서 수백년간 잊혀져 있다가 1980년대에서야 레스토랑에 모습을 드러내기 시작했다.
1879년에는 크림 브륄레의 변형판인 '트리니티 크림' (Trinity Cream), 또는 '케임브리지 번트 크림' (Cambridge burnt cream)이란 요리가 영국 케임브리지 트리니티 대학교에서 선보였는데 당시 "크림 윗부분에 낙인을 찍어 누른" 요리로 전해지고 있다.
크림 브륄레는 19~20세기까지만 해도 프랑스나 영국에서는 그다지 흔한 요리가 아니었다. 그러다 1980년대에 접어들면서 갑자기 인기를 끌게 되었는데, "이 시대 특유의 자기방종과 만인의 인기를 끌던 레스토랑 붐을 상징"하는 것과 마찬가지였다. 크렘 브륄레를 처음으로 대중화시킨 것은 1982년 뉴욕의 프랑스 레스토랑 르 시르크의 시리오 마초니로 전해지는데, 그는 자신이 크림 브륄레를 "파리에서 페오리아에 이르기까지 모든 레스토랑에서 가장 유명하고 가장 인기를 끈 디저트"로 만들었다고 평한 바 있다. 당대 르 시르크의 크렘브륄레는 정통 프랑스 디저트라 불리기에 손색이 없을 만큼 세련된 느낌이라는 평가를 받기도 했다.

## 크레마 카탈라나
카탈루냐 요리에도 '크레마 크레마다'(crema cremada, 구운 크림) 또는 '크레마 카졸라나'(crema casolana, 집에서 만든 크림)라 부르는 요리가 있는데, 크렘 브륄레와 유사하지만 불꽃으로 가열하는 것이 아니라 특별히 제작된 철도구로 카라멜화시키며, 설탕은 최근에 들어서야 추가됐다는 점이 다르다. 원래는 '크레마 데 산 조제프'(crema de Sant Josep)라 부르던 것으로, 그 이름처럼 성 요한 축일에 먹던 요리였지만 지금은 일년 중 어느때라도 먹을 수 있다. 카탈루냐 밖에서는 '크레마 카탈라나'(crema catalana, 카탈루냐식 크림)로 알려져 있다. 커스타드는 레몬이나 오렌지 껍질, 계피로 맛을 낸다.

## 같이 보기
- 크렘 카라멜 - 흔히 '푸딩'으로도 인식되는 요리
- 커스타드